# هربار همدیگر را لمس می‌کنیم (ترانه کسکادا)
«هربار همدیگر را لمس می‌کنیم» (به انگلیسی: Everytime We Touch) تک‌آهنگی از کسکادا است که در سال ۲۰۰۵ میلادی منتشر شد.
این تک‌آهنگ در چارت‌های سوئد، ایرلند در رتبه اول و در چارت‌های بریتانیا، فرانسه، اتریش، آلمان، جزو ده ترانه اول قرار گرفت.